# 163年
| 千纪： | 1千纪                                                                                           |
| 世纪： | 1世纪 \| 2世纪 \| 3世纪                                                                         |
| 年代： | 130年代 \| 140年代 \| 150年代 \| 160年代 \| 170年代 \| 180年代 \| 190年代                       |
| 年份： | 158年 \| 159年 \| 160年 \| 161年 \| 162年 \| 163年 \| 164年 \| 165年 \| 166年 \| 167年 \| 168年 |
| 纪年： | 癸卯年（兔年）；东汉延熹六年                                                                    |

## 大事记
- Statius Priscus（132-162），罗马帝国卡帕多细亚省的执政官，驱逐了来自亚美尼亚的帕提亚人，并建立Arsacidus Sohaemus城，以保卫罗马帝国。

## 各国领袖

### 非洲
- 库施
  - 国王：Tarekeniwal（155年－170年）

### 亚洲
- 中国
  - 东汉：
    - 皇帝：汉桓帝（146年－168年）
- 朝鲜
  - 百济：
    - 国王：盖娄王（128年－166年）

  - 高句丽：
    - 国王：次大王（146年－165年）

  - 新罗：
    - 国王：阿达罗尼师今（154年－184年）

### 欧洲
- 高加索伊比里亚
  - 国王：法斯曼三世（145年－185年）
- 罗马帝国
  - 皇帝（两帝共治）：
    - 马可·奥勒留（161年－180年）
    - 维鲁斯（161年－169年）

### 中东
- 奥斯若恩
  - 国王：
    1. Ma'nu VIII bar Ma'nu（139年－163年）
    2. Wa'il bar Sahru（163年－165年）
- 安息
  - 国王：沃洛吉斯四世（147年－191年）

## 出生
- 荀彧，三國時期曹操重要謀士（212年去世）49岁。
- 孫邵
- 崔琰